# Speiereck (Radstädter Tauern)
Das Speiereck ist ein 2411 m ü. A. hoher Berg in den Radstädter Tauern im Salzburger Lungau.

## Geographie
Das Speiereck bildet das südöstliche Ende des Hochfeindkammes und damit der gesamten Radstädter Tauern. Im Westen liegt das Zederhaustal, im Süden St. Michael im Lungau im Lungauer Murtal und im Nordosten Mauterndorf im Taurachtal.
Nach Süden hin fällt das Speiereck in einer einzigen relativ flachen, aber ca. 1360 m hohen Flanke zum Murtal (1050 m ü. A.) ab. Nach Nordosten ist das Großeck (2072 m ü. A.) vorgelagert, das in der Restwand steil nach Norden abfällt. Am Großeck befinden sich ein ORS-Rundfunksender und eine Richtfunkanlage, die unter anderem via Plattenspitze (passive Richtfunkumlenkung) zum Rossbrand in den Pongau funkt. Nördlich des Speierecks liegen der Kleine Lanschütz (2355 m ü. A.) und der Große Lanschütz (2347 m ü. A.), an deren Nordosthang die Zallinwand abfällt. Südöstlich des Speierecks liegt der Waldrücken Hollerberg (1601 m ü. A.), der durch eine unauffällige, von der Katschberg Straße überquerte Talwasserscheide vom Mitterberg (Hohenbühel 1581 m ü. A.) getrennt ist.

## Geologie
Das Speiereck befindet sich tektonisch genau am Ostrand des Tauernfensters, das hier Richtung Osten unter die ostalpinen Decken abtaucht – dies verursacht eine bunte Abfolge verschiedenster Gesteine. Der tiefere Westhang (Zederhaustal) und der westliche Südhang (Murtal bei St. Michael) des Speierecks bestehen aus weich verwitternden Bündnerschiefern (vor allem Kalkglimmerschiefer und Grünschiefer) aus dem Jura bis zur Unterkreide. Auf diesen Bündnerschiefern lagern am Speiereck-Gipfel, am anschließenden Südostkamm und am Großeck überkippt – und daher chronologisch „verkehrt“ (invers) gelagert – die tieferen Anteile des unterostalpinen Radstädter Deckensystems auf, die ebenso Richtung Osten (Mauterndorf) abtauchen. Dabei handelt es sich – vom Liegenden zum Hangenden – zunächst um Wettersteindolomit (mittlere Trias, wandbildend in der Restwand), gefolgt von Lantschfeldquarzit (untere Trias) und schließlich Paragneis des Twenger Kristallinkomplexes (vortriassisch), wobei der Paragneis nur östlich des Speiereckgipfels anzutreffen ist (z. B. am Großeckgipfel). In das oberste Bündnerschieferpaket ist infolge der komplexen Entstehung des Tauernfensters noch eine unterostalpine Lamelle aus Wettersteindolomit eingewalzt, die die Zallinwand zwischen dem Großen und Kleinen Lanschütz aufbaut. Deren Gipfel wiederum bestehen jedoch aus „Kappen“ von weich verwitterndem Bündnerschiefer. Der Hollerberg besteht wie der Mitterberg bereits gänzlich aus Granat-Glimmerschiefer des ostalpinen Koralpe-Wölz-Deckensystems.

## Tourismus
In den Sommermonaten ist der Berg ein vielbesuchtes Ausflugsziel für Naturliebhaber und Wanderer. Von St. Michael führt eine Seilbahn (Sonnenbahn) bis zur Peterbauernalmstube (1910 m ü. A.). Ostseitig am Großeck befindet sich auf einer Höhe von rund 2066 m ü. A. die Speiereckhütte des Österreichischen Touristenklubs.
Im Winter bietet das Skigebiet Großeck – Speiereck – Mauterndorf 2 Kabinenbahnen, 4 Sessellifte und 4 Schlepplifte mit denen über 50 km Abfahrten unterschiedlichster Schwierigkeiten erschlossen werden.

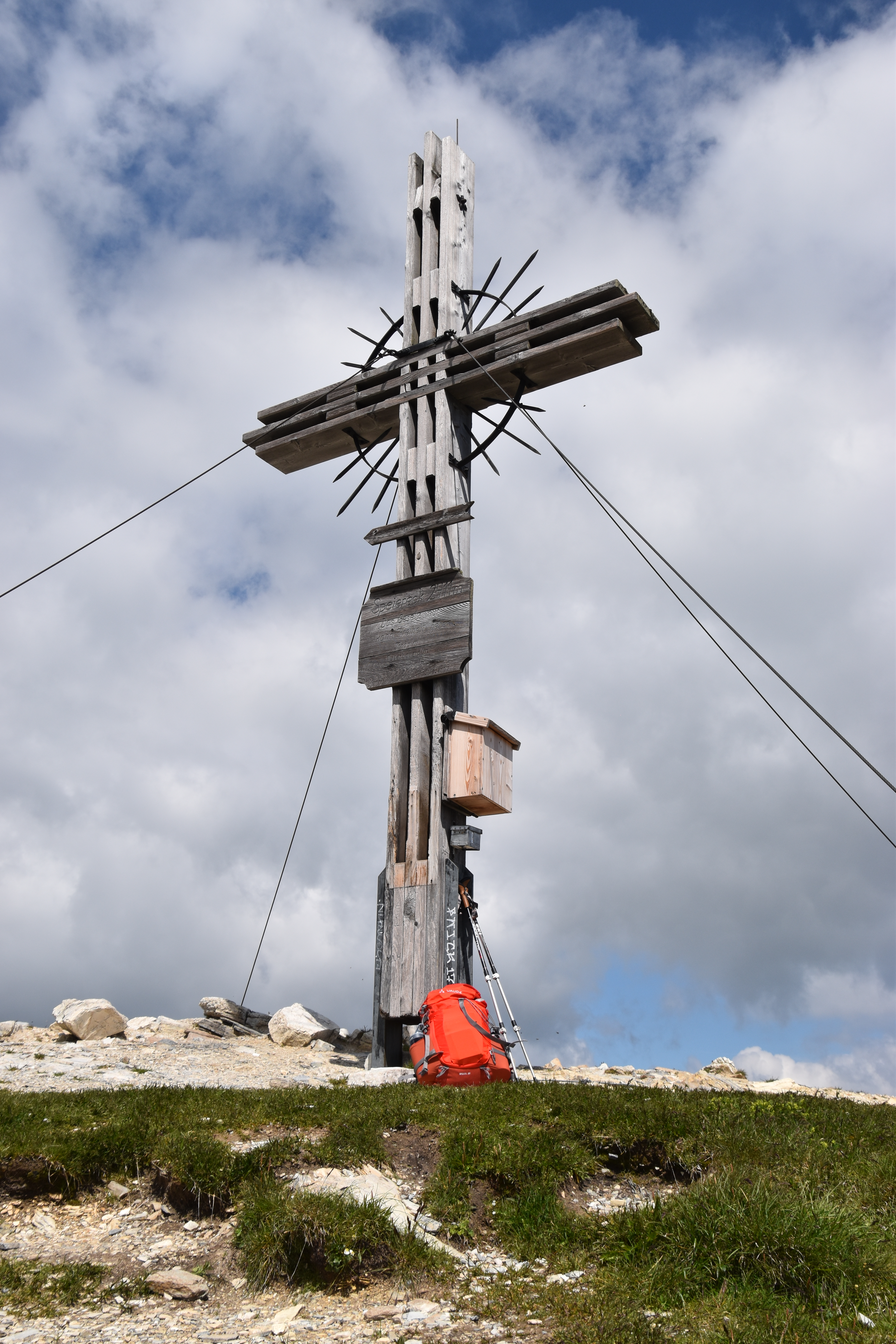
Gipfelkreuz
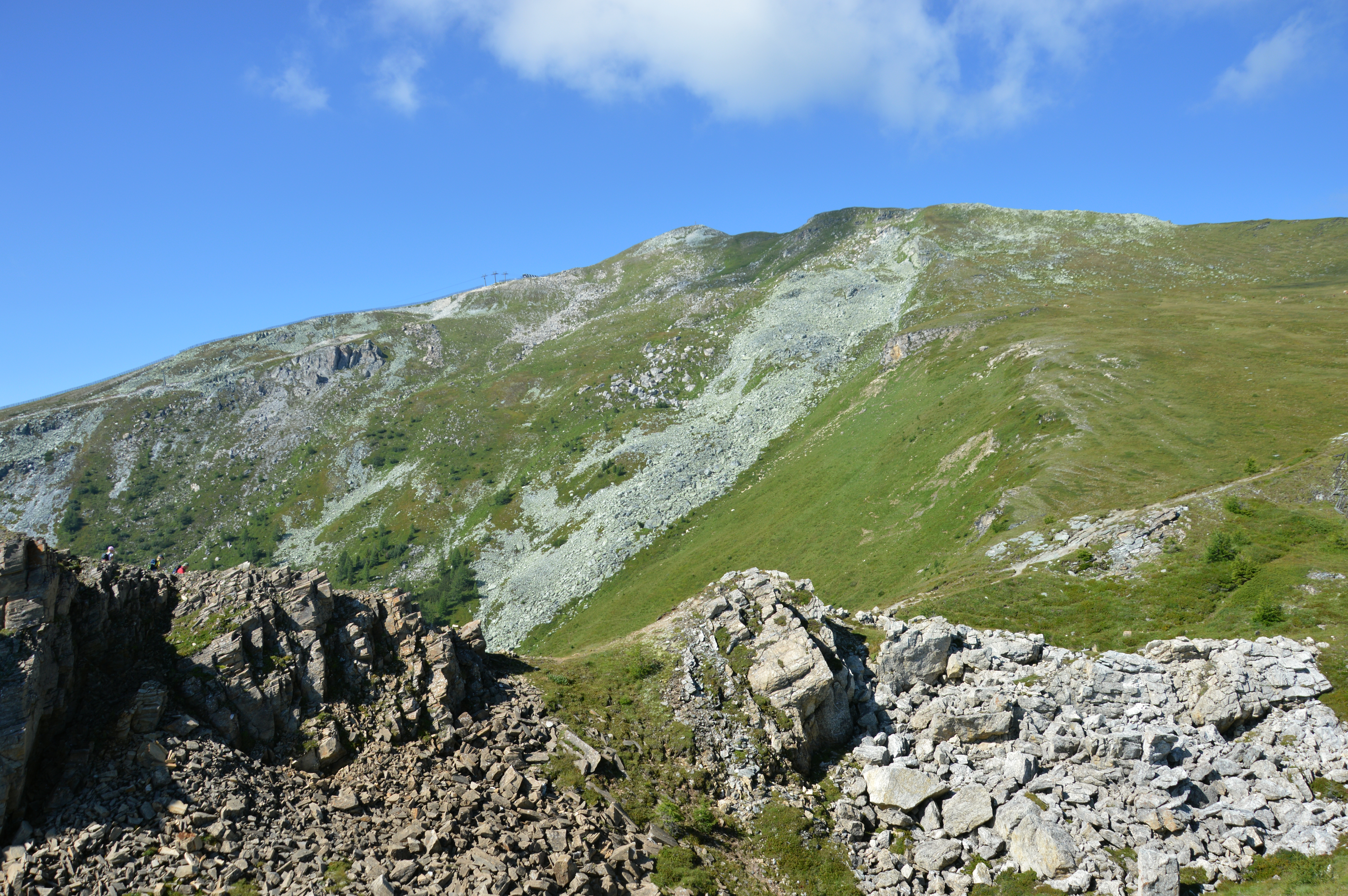
Blick vom Großeck zum Speiereck-Gipfel
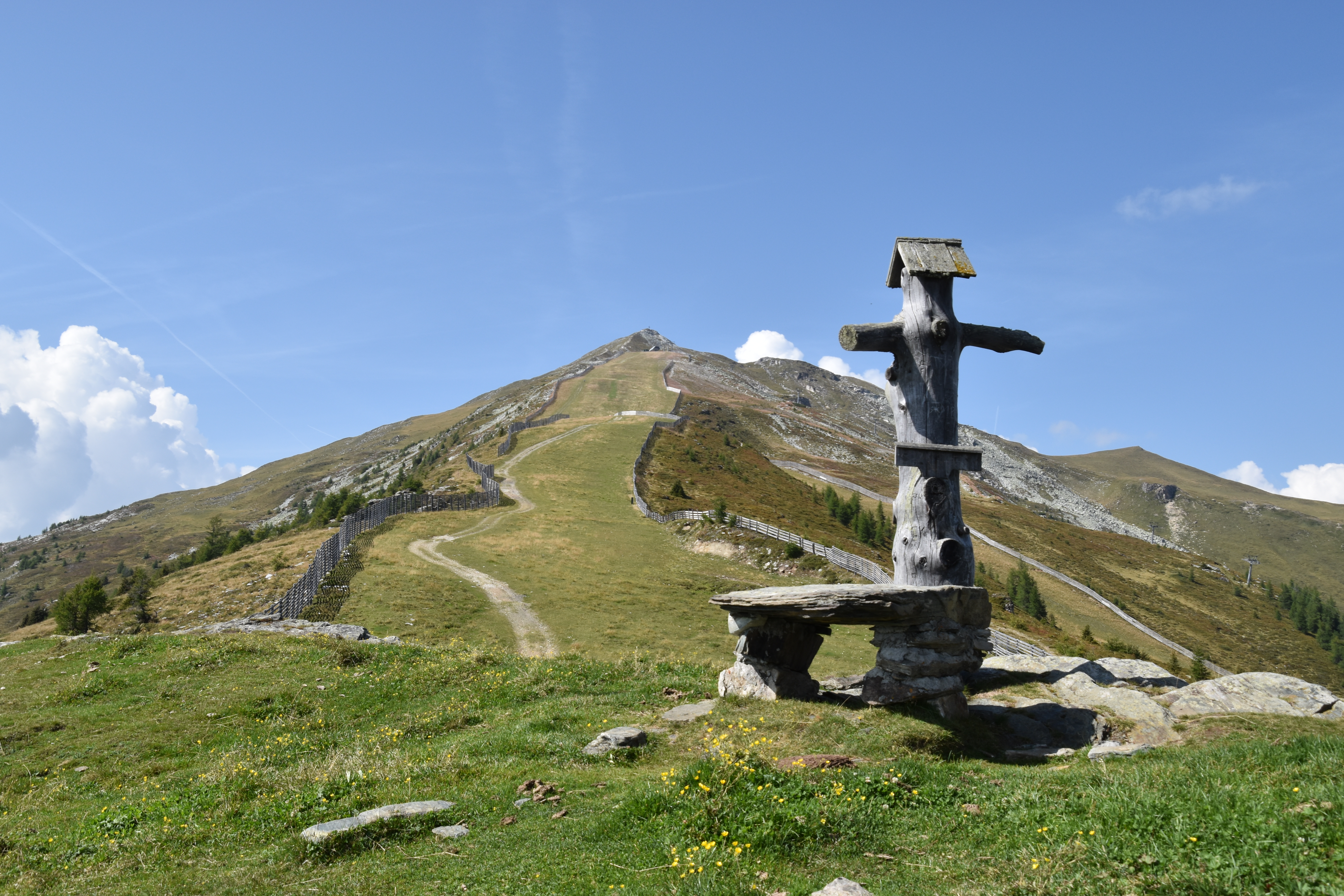
Blick vom Peterbauerkreuz zum Speiereck-Gipfel
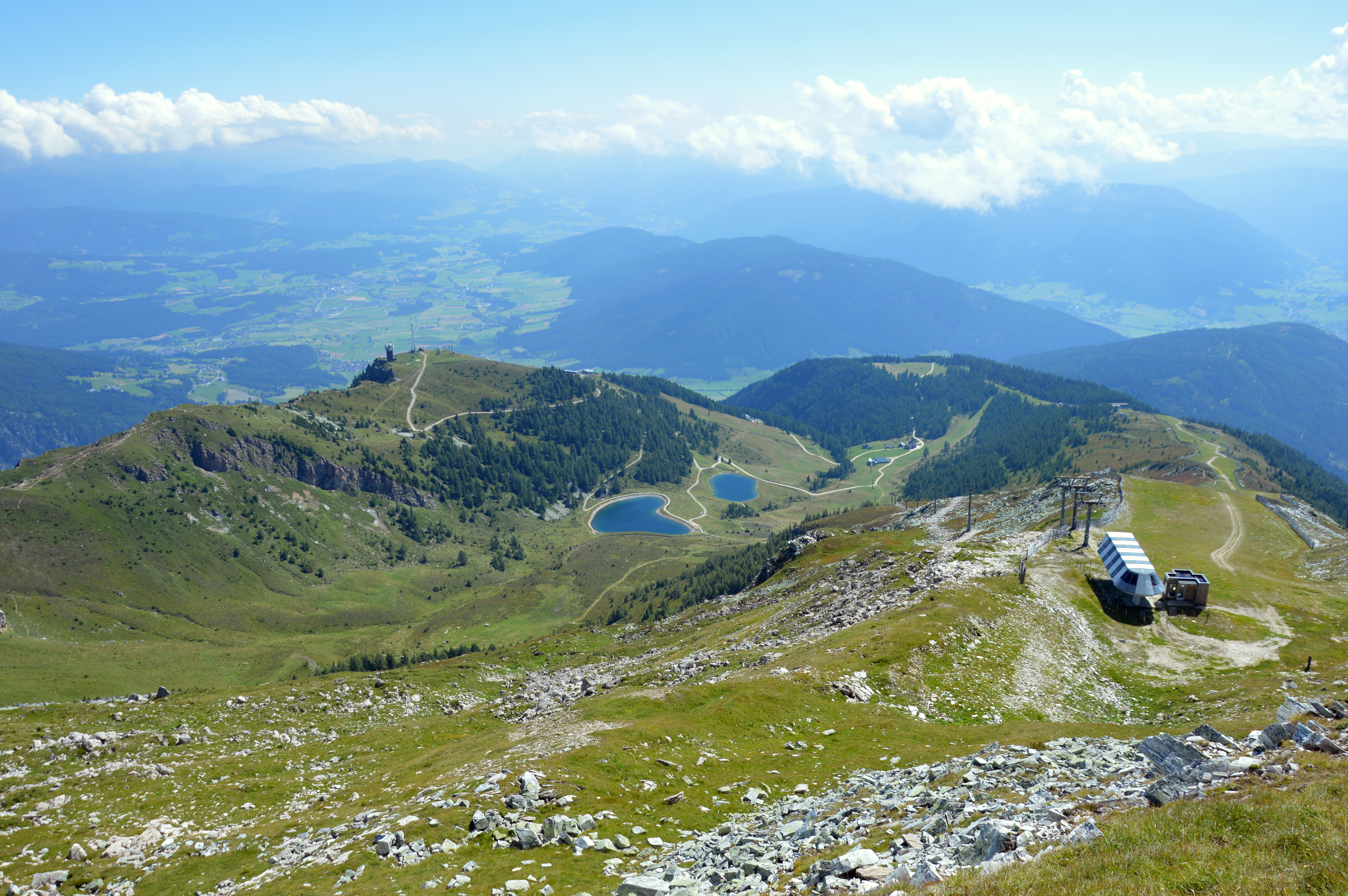
Blick vom Speiereck-Gipfel nach Osten